# خارج از آبی
خارج از آبی (به انگلیسی: Out of the Blue) یک سریال استرالیایی درام محصول شبکه بی‌بی‌سی است که از ۲۸ آوریل ۲۰۰۸ تا ۱۹ مه ۲۰۰۹ هر روز بعد از ظهر ، از شبکه بی‌بی‌سی وان پخش می شد.
پس از یکسال پخش و مشاهده درصد پایین رتبه مورد نظر مجموعه ، پخش آن به شبکه بی‌بی‌سی دو تغییر یافت.

## بازیگران

### اصلی
- سوفی کتنیس
- کلایتون واتسون
- شارلوت گرگ
- رنای کارسو
- رایان جانسون
- کاترین هیکس
- دیلن لندر
- تام اوکلی
- دنیل هنشال
- جان اتکینسون
- دیزی بتس
- اولیویا بونیکی
- ناتائیل بازولیک
- آیدان گیلت
- سامارا ویوینگ
- لوئیس هانتر
- باسیا آهرن
- کیم ناکی
- زویی کاریدس
- نوئل هودا
- دایان کریگ
- برنارد کاری
- مگی دنس
- چارلی رز مک لنان

### دوره ای
- تونی پیرن
- سم هفت
- جاکینتا استاپلتون
- شین ویتینگتون
- روکسان ویلسون
- جوسلین مورهوس

## جوایز
| سال  | جایزه                               | دسته بندی        | دریافت کننده       | نتیجه    |
| ---- | ----------------------------------- | ---------------- | ------------------ | -------- |
| ۲۰۰۹ | جایزه انجمن صنفی نویسندگان استرالیا | مجموعه تلویزیونی | سم میکل ، اپیزود ۴ | نامزدشده |